# Logos (album)
Pour les articles homonymes, voir Logos (homonymie).
Albums de Atlas Sound
Let the Blind Lead Those Who Can See but Cannot Feel
(2008)
Logos est le deuxième album d'Atlas Sound, pseudonyme de Bradford Cox, sorti en 2009. Sur cet album, on peut noter la participation de Noah Lennox (plus connu sous le nom de Panda Bear, membre d'Animal Collective) et de la Française Lætitia Sadier, membre de Stereolab. La pochette du disque est une photo de Bradford Cox, atteint du syndrome de Marfan.

## Liste des titres
Toutes les chansons ont été composées par Bradford Cox.
| #   | Titre                              | Durée |
| --- | ---------------------------------- | ----- |
| 1.  | The Light That Failed              | 4:47  |
| 2.  | An Orchid                          | 3:05  |
| 3.  | Walkabout (feat. Noah Lennox)      | 3:58  |
| 4.  | Criminals                          | 2:55  |
| 5.  | Attic Lights                       | 3:44  |
| 6.  | Shelia                             | 3:32  |
| 7.  | Quick Canal (feat. Lætitia Sadier) | 8:38  |
| 8.  | My Halo                            | 3:16  |
| 9.  | Kid Klimax                         | 2:59  |
| 10. | Washington School                  | 3:25  |
| 11. | Logos                              | 3:28  |

### Disque Bonus
Vendu avec les albums achetés directement auprès de Rough Trade et est donc connu sous le nom de Rough Trade EP.
| #  | Titre                  | Durée |
| -- | ---------------------- | ----- |
| 1. | Ruben (Traditional)    | 3:23  |
| 2. | Criminals (Electronic) | 3:03  |
| 3. | Kid Klimax (Acoustic)  | 2:58  |
| 4. | Reminder               | 4:37  |
| 5. | I Know I Will Escape   | 4:24  |
| 6. | Nightwork              | 4:03  |

## Sorties
- Amérique du Nord (éditeur Kranky) : compact disc, vinyle (ref : KRANK 138)
- Europe (éditeur 4AD) : compact disc (ref : CADD 2930), vinyle (ref : LAD 938761)